# Naturpark Portofino
Der Naturpark Portofino (Parco naturale regionale di Portofino) liegt in der italienischen Region Ligurien auf einer zur Metropolitanstadt Genua gehörenden Halbinsel der Riviera di Levante. Er befindet sich etwa 30 Kilometer von der Regionalhauptstadt Genua entfernt. Sein westlicher Abschnitt gehört zum Golfo Paradiso, der nordöstliche Teil hingegen zu Tigullien. Der am 20. Juni 1935 eingerichtete Naturpark wird von den Gemeinden Camogli, Portofino und Santa Margherita Ligure verwaltet. Letztere ist zudem Sitz des Meeresschutzgebietes Portofino, welches den Naturpark U-förmig umschließt.